# Cruz de san Jorge

Bandera de la cruz de San Jorge. Proporciones 3:5

La bandera de Inglaterra es el ejemplo más claro de la cruz de San Jorge en vexilología.

La cruz de San Jorge es una cruz griega roja (o gules) sobre blanco (o plata). Se usa como bandera de Inglaterra desde el siglo XIII, cuyo santo patrón es san Jorge, en cuanto tal forma parte de la bandera británica (Union Jack) y de varias banderas de la Mancomunidad de Naciones. Se encuentra en el escudo de armas de Aragón, la bandera de Cerdeña y el escudo del estado alemán de Renania-Palatinado. Es parte, también, de los emblemas de las ciudades de Barcelona, Génova,  Coblenza, Almería, Montreal, Friburgo de Brisgovia, Londres y Milán, entre otras. Desde 2004, Georgia también ha adoptado una bandera con la cruz de San Jorge.

## Historia

### En la lucha contra los musulmanes

#### Sicilia
Una de sus primeras apariciones fue en junio de 1063 en la batalla de Cerami, después de que los normandos comenzaran la conquista de Sicilia (ocupada por los musulmanes durante dos siglos). En esta confrontación en el noreste de la isla, los cristianos obtuvieron una victoria rotunda: según el cronista Geoffroi Malaterra, fueron galvanizados por un misterioso jinete blanco armado con una lanza cuyo extremo llevaba un pendón blanco con una cruz.

#### Reconquista
Fue una de las primeras banderas de Aragón (cruz de Alcoraz). Según la leyenda, la bandera blanca con una cruz roja se remonta a la victoria del ejército de Aragón sobre el ocupante árabe durante la batalla de Alcoraz en 1096.

#### Cruzadas
Durante la Primera cruzada (1097-1099), el emperador Alejo I Comneno cortó cruces rojas de su manto imperial y las distribuyó a los peregrinos para que pudieran cruzar el Imperio bizantino sin problemas.
Alrededor de 1120, el arzobispo Baudri de Dol escribió una historia de esta cruzada; En esta historia, cuenta cómo, durante el asedio de Antioquía, san Jorge (soldado mártir en el siglo IV) dio la victoria a los cristianos al aparecer en visión al frente de un ejército celestial montado en caballos blancos y con banderas blancas.
Durante la Tercera cruzada (1189-1192), el cronista Roger de Hoveden informó que los caballeros franceses tenían estandartes blancos con una cruz roja, los caballeros ingleses banderas rojas con una cruz blanca, los bretones llevaban el Kroaz du (Cruz negra en la parte inferior blanco) y los flamencos estandartes blancos con cruces verdes. Alrededor de 1275, el arzobispo de Génova, Santiago de la Vorágine, escribió La leyenda dorada y volvió a narrar la historia de la aparición en el asedio de Antioquía, y agregó que san Jorge llevaba un escudo blanco adornado con una cruz roja.
El vexillum beati Georgii (bandera de san Jorge) se menciona por primera vez en los Anales Januenses de 1198 (Crónicas de Génova): es una bandera roja con la imagen de san Jorge montando un dragón y la bandera de la Comunidad, es decir, la cruz roja sobre fondo blanco, está atestiguada por primera vez el 28 de septiembre de 1218: llamada insignia cruxata comunis Janue ("el signo en la cruz de la Comunidad de Génova"). Ambas banderas también fueron utilizadas por la flota genovesa.